# Kim Woo-jin
Kim Woo-jin (født 20. juni 1992) er en sydkoreansk bueskytte.

## Karriere
Han repræsenterede Sydkorea ved sommer-OL 2016 i Rio de Janeiro, hvor han tog guld i holdkonkurrencen.
Under sommer-OL 2020 i Tokyo, som blev afholdt i 2021, blev han elimineret i kvartfinalen i den individuelle konkurrence. Senere i legene vandt han guld i holdkonkurrencen.
Under Sommer-OL 2024, der blev afholdt i Paris, vandt han tre guldmedaljer.